# Cargolia semialbata
Cargolia semialbata är en fjärilsart som beskrevs av W. Warren 1905. Cargolia semialbata ingår i släktet Cargolia och familjen mätare. Inga underarter finns listade i Catalogue of Life.